# 묘 (지지)
묘(卯)는 지지의 넷째로, 토끼를 상징한다. 오행에서는 목(木)에 속하며, 음양에서는 음(陰)에 해당한다.  

## 속성 및 특징
토끼띠인 사람들은 동아시아에서 이상주의자의 이미지에 부합했다. 토끼는 순하다는 이미지가 있으며 이에 따라 감수성이 풍부하다고 믿어져왔으며 사교적인 성격으로 파악되었다. 또한 토끼의 빠른 속도와 방향 전환이 가능함에 따라 뛰어난 유연성을 보여주는 것으로도 믿어져왔다. 토끼띠는 또한 총명하고 빠른 작업 속도를 상징하기도 한다. 이상주의적이기 때문에 유머 감각이 탁월하고 예능에 재능을 보이며 싸움을 싫어한다고도 믿어져왔다. 온순한 성격이기에 대인관계가 좋아 많은 사람들과 좋은 관계를 쌓아나가기 쉽다고 믿어졌다.
그러나 토끼띠인 사람들은 지나치게 이상주의적이기 때문에 생각이 먼저 나가는 것과 속임수를, 특히 뱀띠 인물을 주의해야한다고도 믿어져왔다. 이상주의적인 성격은 사업을 할 때 가장 큰 걸림돌이기 때문에 토끼띠 인물들은 현실적인 판단이 필요한 상업계열로 진로를 틀면 안 된다고 믿어졌다. 그 대신 똑똑하면서도 사교적인 인물들이 많아 교사나 교수와 같이 누군가를 가르치는 일을 하거나, 학자와 같이 지식을 가지고 기여하는 일에 어울린다고 판단되었다. 그 대신 너무 여러 분야에 동시에 몸을 담가 한 분야에 전문적이지 못한 사람이 되지 않도록 주의해야 한다고 믿어진다. 이상주의적이면서도 두뇌가 명석하기 때문에 선비로서의 덕목을 갖춘 사람으로도 취급되기도 했다.
동시에, 바로 다음 띠인 용띠와는 반대로 가장 여성스러운 띠로 판단되어 남성이 좋지 않은 운을 가질 것이라는 미신을 가지기도 한다. 쥐띠와 같이, 겁이 많으면 안 되기에 수양이 필요하다고 믿어졌다. 
중국의 '위대한 경주' 설화에서는 누구보다 빠르게 달리고 있다가 피곤함을 느끼고 낮잠을 자 버린다. 3위로 지나가던 호랑이가 토끼를 보며 "그렇게 게으르다면 12가지 동물에 들어갈 수 없다"라면서 토끼를 깨웠고, 호랑이에 이어 간신히 4등으로 들어오게 되었다.
다음은 점술에서 토끼띠와 조화, 무난, 상충하는 띠이다.
- 조화: 토끼, 용, 양, 개, 돼지
- 무난: 쥐, 소
- 상충: 범, 뱀, 말, 원숭이, 닭

## 묘를 포함한 간지
- 정묘
- 기묘
- 신묘
- 계묘
- 을묘

## 같이 보기
- 래빗
- 신상제 (11월)